# Villebois-Lavalette

Villebois-Lavalette este o comună în departamentul Charente, Franța. În 1 ianuarie 2022 avea o populație de 718 de locuitori.